# Niki Mäenpää
Niki Mäenpää (Espoo, 23 januari 1985) is een Finse doelman in het betaald voetbal. Mäenpää debuteerde in 2008 in het Fins voetbalelftal.

## Clubcarrière
Mäenpää begon zijn voetbalcarrière in zijn geboorteland, maar verhuisde in 2003 naar Frankrijk om daar voor RC Lens te gaan spelen. Tot een debuut in de hoofdmacht kwam het hier niet. In 2006 tekende hij een contract bij toenmalig eerste divisionist FC Den Bosch. In zijn eerste seizoen groeide hij uit tot een vaste waarde. Ook in zijn tweede seizoen was hij eerste keuze bij de Brabanders en werd hij uitgenodigd voor het Finse nationale elftal.
In zijn derde seizoen in de provinciehoofdstad kwam hij niet verder dan zeven optredens. De zeer talentvolle Marokkaanse international Brahim Zaari kreeg de voorkeur als eerste doelman. In april 2009 werd bekend dat hij de volgende twee seizoenen onder contract zou staan bij Willem II.
Op zaterdag 3 oktober 2009 maakte Mäenpää zijn debuut voor Willem II en in de Eredivisie. Hij verving de zieke Maikel Aerts in de thuiswedstrijd tegen N.E.C. (1-1). Ongeveer een maand later liep Aerts een blessure op, waardoor Mäenpää zes wedstrijden in de goal stond bij Willem II.
Vanaf het seizoen 2010-2011 was Mäenpää de tweede keeper, achter Davino Verhulst bij de Tilburgse club na het vertrek van Aerts. In september 2011 bood AZ hem een eenjarig contract aan dat Mäenpää op 3 oktober ondertekende. Vanaf het seizoen 2012-13 kwam hij uit voor VVV-Venlo. Mäenpää tekende in juli 2015 bij Brighton & Hove Albion, de nummer 20 van de Championship in het voorgaande seizoen. Dat lijfde hem transfervrij in na het aflopen van zijn contract bij VVV-Venlo. Met die club dwong hij in het seizoen 2016/17 promotie af naar de Premier League door als tweede te eindigen in de eindrangschikking.
Hij verruilde Brighton & Hove Albion in augustus 2018 transfervrij voor Bristol City. Medio 2020 liep zijn contract af. Op 27 november 2020 tekende hij een kortlopend contract bij Stoke City dat uitkomt in de Championship dat na de blessure van eerste doelman Adam Davies ook diens vervangers Angus Gunn vanwege een blessure moest missen. Zelf raakte hij ook snel geblesseerd waarna de club Andy Lonergan aantrok. In februari 2021 ging hij naar het Italiaanse Venezia FC dat uitkomt in de Serie B. Met zijn club promoveerde hij in 2021 via de play-off naar de Serie A en hierna verlengde hij zijn contract tot medio 2023. Na afloop van zijn contract keerde de transfervrije keeper terug naar zijn geboorteland, waar hij een overeenkomst tekende tot het einde van het seizoen bij HJK Helsinki. Na twee jaar begon de transfervrije 40-jarige doelman aan een nieuw buitenlands avontuur. Op 7 februari 2025 tekende hij een contract bij GS Kallithea dat uitkomt in de Griekse Super League 

## Clubstatistieken
| Seizoen                               | Club                | Competitie      | Competitie | Competitie | Beker | Beker | Internationaal | Internationaal | Overig1 | Overig1 | Totaal | Totaal |
| Seizoen                               | Club                | Competitie      | Wed.       | Dlp.       | Wed.  | Dlp.  | Wed.           | Dlp.           | Wed.    | Dlp.    | Wed.   | Dlp.   |
| ------------------------------------- | ------------------- | --------------- | ---------- | ---------- | ----- | ----- | -------------- | -------------- | ------- | ------- | ------ | ------ |
| 2003/04                               | RC Lens II          | CFA             | 3          | 0          | –     | –     | –              | –              | –       | –       | 3      | 0      |
| 2004/05                               | RC Lens II          | CFA             | 14         | 0          | –     | –     | –              | –              | –       | –       | 14     | 0      |
| 2005/06                               | RC Lens II          | CFA             | 0          | 0          | –     | –     | –              | –              | –       | –       | 0      | 0      |
| 2005/06                               | Stormvogels Telstar | Eerste divisie  | 0          | 0          | 0     | 0     | –              | –              | –       | –       | 0      | 0      |
| 2006/07                               | FC Den Bosch        | Eerste divisie  | 27         | 0          | 2     | 0     | –              | –              | 3       | 0       | 32     | 0      |
| 2007/08                               | FC Den Bosch        | Eerste divisie  | 33         | 0          | 2     | 0     | –              | –              | 3       | 0       | 38     | 0      |
| 2008/09                               | FC Den Bosch        | Eerste divisie  | 7          | 0          | 0     | 0     | –              | –              | –       | –       | 7      | 0      |
| 2009/10                               | Willem II           | Eredivisie      | 6          | 0          | 0     | 0     | –              | –              | 0       | 0       | 6      | 0      |
| 2010/11                               | Willem II           | Eredivisie      | 12         | 0          | 1     | 0     | –              | –              | –       | –       | 13     | 0      |
| 2011/12                               | AZ                  | Eredivisie      | 0          | 0          | 0     | 0     | 0              | 0              | –       | –       | 0      | 0      |
| 2012/13                               | VVV-Venlo           | Eredivisie      | 33         | 0          | 1     | 0     | –              | –              | 2       | 0       | 36     | 0      |
| 2013/14                               | VVV-Venlo           | Eerste divisie  | 33         | 0          | 2     | 0     | –              | –              | 2       | 0       | 37     | 0      |
| 2014/15                               | VVV-Venlo           | Eerste divisie  | 35         | 0          | 2     | 0     | –              | –              | 4       | 0       | 41     | 0      |
| 2015/16                               | Brighton            | Championship    | 0          | 0          | 1     | 0     | –              | –              | 2       | 0       | 3      | 0      |
| 2016/17                               | Brighton            | Championship    | 1          | 0          | 2     | 0     | –              | –              | 4       | 0       | 7      | 0      |
| 2017/18                               | Brighton            | Premier League  | 0          | 0          | 1     | 0     | –              | –              | 1       | 0       | 2      | 0      |
| 2018/19                               | Bristol City        | Championship    | 26         | 0          | 1     | 0     | –              | –              | 0       | 0       | 27     | 0      |
| 2019/20                               | Bristol City        | Championship    | 4          | 0          | 1     | 0     | –              | –              | 0       | 0       | 5      | 0      |
| 2020/21                               | Stoke City          | Championship    | 0          | 0          | 0     | 0     | –              | –              | 0       | 0       | 0      | 0      |
| 2020/21                               | Venezia FC          | Serie B         | 6          | 0          | 0     | 0     | –              | –              | 5       | 0       | 11     | 0      |
| 2021/22                               | Venezia FC          | Serie A         | 17         | 0          | 0     | 0     | –              | –              | –       | –       | 17     | 0      |
| 2022/23                               | Venezia FC          | Serie B         | 2          | 0          | 0     | 0     | –              | –              | –       | –       | 2      | 0      |
| 2023                                  | HJK Helsinki        | Veikkausliiga   | 4          | 0          | 0     | 0     | 7              | 0              | –       | –       | 11     | 0      |
| 2024                                  | HJK Helsinki        | Veikkausliiga   | 2          | 0          | 1     | 0     | 1              | 0              | –       | –       | 4      | 0      |
| 2023                                  | GS Kallithea        | Super League    | 0          | 0          | 0     | 0     | 0              | 0              | –       | –       | 0      | 0      |
| Carrière totaal                       | Carrière totaal     | Carrière totaal | 265        | 0          | 17    | 0     | 8              | 0              | 26      | 0       | 316    | 0      |
| Bijgewerkt tot en met 8 februari 2025 |                     |                 |            |            |       |       |                |                |         |         |        |        |

1Overige officiële wedstrijden, te weten League Cup, Football League Trophy en play-off.

## Interlandcarrière
Mäenpää kwam tot op heden zesentwintig keer uit voor de nationale ploeg van Finland. Hij maakte zijn debuut op 2 juni 2008 in de vriendschappelijke thuiswedstrijd tegen Wit-Rusland (1–1). Hij moest in dat duel na 69 minuten plaatsmaken voor Peter Enckelman van Cardiff City. In de loop der jaren is hij uitgegroeid tot eerste keus. Bij de kwalificatiewedstrijden voor het WK in 2014 en kwalificatiewedstrijden voor het EK in 2016 stond Mäenpää onder de lat.
| Interlands van Niki Mäenpää voor Finland | Interlands van Niki Mäenpää voor Finland | Interlands van Niki Mäenpää voor Finland | Interlands van Niki Mäenpää voor Finland | Interlands van Niki Mäenpää voor Finland | Interlands van Niki Mäenpää voor Finland |
| №                                        | Datum                                    | Wedstrijd                                | Uitslag                                  | Competitie                               |                                          |
| Als speler van FC Den Bosch              | Als speler van FC Den Bosch              | Als speler van FC Den Bosch              | Als speler van FC Den Bosch              | Als speler van FC Den Bosch              | Als speler van FC Den Bosch              |
| ---------------------------------------- | ---------------------------------------- | ---------------------------------------- | ---------------------------------------- | ---------------------------------------- | ---------------------------------------- |
| 1                                        | 2 juni 2008                              | Finland – Wit-Rusland                    | 1 – 1                                    | Vriendschappelijk                        |                                          |
| 2                                        | 20 augustus 2008                         | Finland – Israël                         | 2 – 0                                    | Vriendschappelijk                        |                                          |
| 3                                        | 11 februari 2009                         | Portugal – Finland                       | 1 – 0                                    | Vriendschappelijk                        |                                          |
| 4                                        | 1 april 2009                             | Noorwegen – Finland                      | 3 – 2                                    | Vriendschappelijk                        |                                          |
| Als speler van AZ                        |                                          |                                          |                                          |                                          |                                          |
| 5                                        | 26 mei 2012                              | Finland – Turkije                        | 3 – 2                                    | Vriendschappelijk                        |                                          |
| 6                                        | 1 juni 2012                              | Estland – Finland                        | 1 – 2                                    | Baltische Beker 2012                     |                                          |
| Als speler van VVV-Venlo                 |                                          |                                          |                                          |                                          |                                          |
| 7                                        | 15 augustus 2012                         | Noord-Ierland – Finland                  | 3 – 3                                    | Vriendschappelijk                        |                                          |
| 8                                        | 11 september 2012                        | Tsjechië – Finland                       | 0 – 1                                    | Vriendschappelijk                        |                                          |
| 9                                        | 12 oktober 2012                          | Finland – Georgië                        | 1 – 1                                    | WK-kwalificatie                          |                                          |
| 10                                       | 14 november 2012                         | Cyprus – Finland                         | 0 – 3                                    | Vriendschappelijk                        |                                          |
| 11                                       | 6 februari 2013                          | Israël – Finland                         | 2 – 1                                    | Vriendschappelijk                        |                                          |
| 12                                       | 22 maart 2013                            | Spanje – Finland                         | 1 – 1                                    | WK-kwalificatie                          |                                          |
| 13                                       | 26 maart 2013                            | Luxemburg – Finland                      | 0 – 3                                    | Vriendschappelijk                        |                                          |
| 14                                       | 7 juni 2013                              | Finland – Wit-Rusland                    | 1 – 0                                    | WK-kwalificatie                          |                                          |
| 15                                       | 11 juni 2013                             | Wit-Rusland – Finland                    | 1 – 1                                    | WK-kwalificatie                          |                                          |
| 16                                       | 14 augustus 2013                         | Finland – Slovenië                       | 2 – 0                                    | Vriendschappelijk                        |                                          |
| 17                                       | 6 september 2013                         | Finland – Spanje                         | 0 – 2                                    | WK-kwalificatie                          |                                          |
| 18                                       | 10 september 2013                        | Georgië – Finland                        | 0 – 1                                    | WK-kwalificatie                          |                                          |
| 19                                       | 15 oktober 2013                          | Frankrijk – Finland                      | 3 – 0                                    | WK-kwalificatie                          |                                          |
| 20                                       | 5 maart 2014                             | Hongarije – Finland                      | 1 – 2                                    | Vriendschappelijk                        |                                          |
| 21                                       | 29 mei 2014                              | Litouwen – Finland                       | 1 – 0                                    | Baltische Beker 2014                     |                                          |
| 22                                       | 7 september 2014                         | Faeröer – Finland                        | 1 – 3                                    | EK-kwalificatie                          |                                          |
| 23                                       | 11 oktober 2014                          | Finland – Griekenland                    | 1 – 1                                    | EK-kwalificatie                          |                                          |
| 24                                       | 14 oktober 2014                          | Finland – Roemenië                       | 0 – 2                                    | EK-kwalificatie                          |                                          |
| 25                                       | 9 juni 2015                              | Finland – Estland                        | 0 – 2                                    | Vriendschappelijk                        |                                          |
| Als speler van Brighton & Hove Albion    |                                          |                                          |                                          |                                          |                                          |
| 26                                       | 29 maart 2016                            | Noorwegen – Finland                      | 2 – 0                                    | Vriendschappelijk                        |                                          |
| Als speler van Venezia FC                |                                          |                                          |                                          |                                          |                                          |
| 27                                       | 31 maart 2021                            | Zwitserland – Finland                    | 3 – 2                                    | Vriendschappelijk                        |                                          |